# Baltimore Bays
Los Baltimore Bays fueron un equipo de fútbol de los Estados Unidos que jugaba en la NASL, la desaparecida primera división nacional.

## Historia
Fue fundado en el año 1967 en la ciudad de Baltimore, Maryland luego de que un año antes un grupo de emprendedores propusiera la idea de tener a un equipo de fútbol profesional como parte de la National Professional Soccer League, liga profesional de fútbol en la que participaban equipos de Estados Unidos y Canadá. El nombre del equipo sería escogido el 10 de enero y el entonces presidente de los Baltimore Orioles, Jerold Hoffberger, quien también era dueño del National Brewing Company, eligió los colores rojo y dorado en alusión a su compañía cervecera. El ex-delantero del Ipswich Town Doug Millward fue nombrado como su primer entrenador.

### National Professional Soccer League 1967
Su primer partido de local fue el 24 de abril de 1967 en televisión nacional ante los Atlanta Chiefs, el cual ganaron por 1-0 ante 8434 espectadores. fue el primer partido de fútbol profesional televisado en los Estados Unidos. El equipo ganaría la División Este con 14 victorias, nueve derrotas y nueve empates, anotaron 53 goles y la asistencia promedio por partido fue de 5,838. Los Bays enfrentaron al Oakland Clippers en la final ganando el partido de ida por 1-0 pero perdieron el partido de vuelta por 1-4, por lo que los Clippers ganaron el campeonato. Entre los dos partidos de la final reportaron el despido de Millward luego de que él hablara de su futuro con el club. Gordon Jago lo reemplazó el 24 de octubre de 1967. En la temporada los Bays reportaron pérdidas por 400000$.

### North American Soccer League 1968-1969
Con la fusión de la NPSL con la United Soccer Association se anunció que Baltimore sería uno de los 20 equipos fundadores de la NASL. Sus partidos de local se jugarían en el Memorial Stadium para la temporada de 1968, reportando una asistencia promedio por partido de 4628 donde ganaron 13 partidos, tres empates y 16 derrotas, finalizando en cuarto lugar de la División Atlántica y con pérdidas por 500000$. En junio de ese año, Shimon Cohen deja a los Bays para unirse a los San Diego Toros por lo que fue acusado de abandono, ruptura de contrato cuando se reportó la venta a San Diego.
Baltimore fue uno de los únicos cinco equipos que permanecieron en la NASL para la temporada de 1969. Luego de haber jugado en el Memorial Stadium se mudaron al Kirk Field, un campo de fútbol americano de preparatoria, para la temporada de 1969. Esa temporada se dividió en dos partes: La primera, llamada International Cup, fue un torneo de eliminación directa que incluía a equipos de Inglaterra y Escocia provenientes de cinco ciudades. Baltimore era representado por el West Ham United F.C. que terminó de subcampeón. En la segunda mitad jugaron con sus nóminas normales. Los Bays solo ganaron dos partidos y su asistencia promedio bajó a 1601 aficionados por partido. El 24 de septiembre de 1969 reportaron pérdidas por más de 1000000$, por lo que el vicepresidente ejecutivo Joe Hamper anunció el cierre de operaciones del club.

## Temporadas
| Año  | Liga | G  | P  | E | Pts | Temporada Regular       | Playoffs     | Asistencia Promedio |
| ---- | ---- | -- | -- | - | --- | ----------------------- | ------------ | ------------------- |
| 1967 | NPSL | 14 | 9  | 9 | 162 | 1.º, División Este      | Finalista    | 5838                |
| 1968 | NASL | 13 | 16 | 3 | 128 | 4.º, División Atlántica | No Clasificó | 4628                |
| 1969 | NASL | 2  | 13 | 1 | 42  | 5.º                     | No Clasificó | 1238                |

## Palmarés
Campeonato NPSL
- Finalista 1967

Títulos Divisionales
- División Este 1967

## Jugadores
US Soccer Hall of Fame
- Gordon Bradley (1996)
- Clive Toye (2003)

Indoor Soccer Hall of Fame
- Gordon Jago (2013)

Novato del Año
- Siegfried Stritzl (1969)

Primer Equipo All-Star
- Juan Santisteban (1967)
- Badu DaCruz (1967)
- Art Welch (1967 y 1969)
- John Borodiak (1969)

Segundo Equipo All-Star
- Dennis Viollet (1968)

## Entrenadores
| - Doug Millward (1967) | - Gordon Jago (1968–1969) |